# Turnera asymmetrica
Turnera asymmetrica är en passionsblomsväxtart som beskrevs av M.M. Arbo. Turnera asymmetrica ingår i släktet Turnera och familjen passionsblomsväxter. Inga underarter finns listade i Catalogue of Life.